# Paul Hart (Fußballspieler)
Paul Anthony Hart (* 4. Mai 1953 in Golborne, England) ist ein ehemaliger englischer Fußballspieler und zuletzt -trainer von Crystal Palace.

## Spielerlaufbahn
Hart spielte die ersten drei Jahre seiner Spielerlaufbahn bei Stockport County, ehe er 1973 zum englischen Zweitligisten FC Blackpool wechselte. Nach fünf Jahren in der Football League Second Division wechselte er nach dem Abstieg seiner Mannschaft in der Saison 1977/78 für 300.000 Pfund zu Leeds United. Leeds spielte zu diesem Zeitpunkt in der Football League First Division. Nach fünf Jahren in Leeds und dem zwischenzeitlichen Abstieg in die zweite Liga, entschied sich Hart 1983 zu einem Wechsel zu Nottingham Forest.
Forest hatte die Jahre zuvor sehr erfolgreich bestritten, Trainer Brian Clough war inzwischen jedoch gezwungen, die Mannschaft umzubauen. Hart kam in seiner neuen Mannschaft gut zurecht und erspielte sich einen Stammplatz. Höhepunkt seiner Zeit in Nottingham war der Einzug ins Halbfinale des UEFA-Pokal 1983/84 gegen den RSC Anderlecht, in dem Hart mit seinem Team zu Hause 2:0 gewann und das Rückspiel unter dubiosen Umständen mit 0:3 verlor. Paul Hart hatte kurz vor Schluss ein reguläres Tor erzielt, das vom spanischen Schiedsrichter jedoch nicht gegeben wurde. Später wurde bekannt, dass der Schiedsrichter vom Präsidenten des RSC Anderlecht eine höhere Geldsumme erhalten hatte.
Nach 1½ Jahren bei Sheffield Wednesday, wechselte er 1986 zu Birmingham City, brach sich jedoch im einzigen Spiel für seinen neuen Verein das Bein und verbrachte seine letzte Saison als Spielertrainer bei Notts County.

## Trainerlaufbahn
Nach dem Ende seiner Spielerkarriere bei Notts County startete Paul Hart seiner Trainerkarriere beim FC Chesterfield, die zu dem Zeitpunkt in der dritten Liga spielten. Auch nach dem Abstieg in die vierte Liga blieb er im Amt, ehe er 1991 entlassen wurde.
Hart wechselte zunächst in die Jugendabteilung von Nottingham Forest, ehe er als Jugendtrainer bei Leeds United tätig wurde. 1993 und 1997 gewann er mit seiner Mannschaft den FA Youth Cup und erlebte, dass mehrere seiner Jugendspieler den Sprung in den Profikader von Leeds schafften.
Nach Meinungsverschiedenheiten mit dem Trainer der Profimannschaft, George Graham, wechselte er jedoch als Jugendtrainer zurück zu Nottingham Forest. Dort gelang ihm mit seiner Mannschaft völlig überraschend der Gewinn der englischen Jugendmeisterschaft in der Saison 1999/2000. Paul Hart trainierte in dieser Zeit Spieler wie Andy Reid, Jermaine Jenas, Michael Dawson und Eugen Bopp.
Durch seine Erfolge mit der Jugendmannschaft griff der Vorstand von Forest auf Hart zurück, als der bisherige Trainer David Platt den Verein verließ. Nottingham Forest befand sich in dieser Zeit in erheblichen finanziellen Schwierigkeiten und Hart bekam so Gelegenheit viele der zuvor von ihm trainierten Jugendspieler in den Profikader einzubauen. In der Saison 2002/03 erreichte er mit seiner Mannschaft die Play-off-Runde, verlor jedoch bereits in der 1. Runde mit 1:1 und 3:4 gegen Sheffield United. Die Spielzeit 2003/04 verlief aufgrund von Spielerverkäufen und Verletzungen enttäuschend und Paul Hart wurde Anfang Februar 2004 auf einem Abstiegsplatz liegend entlassen.
Nach nur einem Monat übernahm er die Trainerstelle beim Drittligisten FC Barnsley, wurde dort jedoch bereits nach einem Jahr erneut entlassen.
Hart entschied sich vorerst eine Auszeit von Fußballgeschäft zu nehmen, wechselte jedoch im Mai 2006 erneut ins Trainerbusiness beim Viertligisten Rushden & Diamonds. Auch dort war ihm wenig Erfolg beschieden und seine Tätigkeit war auf wenige Monate begrenzt.
Im März 2007 kehrte er wieder in den Jugendbereich zurück, in dem er deutlich erfolgreicher agiert hatte. Diesmal führte ihn sein Weg zum FC Portsmouth. Nachdem der Trainer der Profimannschaft Tony Adams im Februar 2009 entlassen worden war, übernahm Paul Hart übergangsweise dieses Amt. Nachdem sich seine Tätigkeit überraschend erfolgreich gestaltet hatte, entschied sich der Vorstand ihn im Amt zu belassen. Portsmouth schaffte in dieser Saison den Klassenerhalt in der Premier League 2008/09 und Hart wurde mit einem 2-Jahres-Vertrag ausgestattet.
In die Premier League 2009/10 startete Portsmouth jedoch denkbar schlecht mit sieben Niederlagen in den ersten sieben Spielen. Ende November 2009 wurde Paul Hart nach nur zwei Siegen nach dem 13. Spieltag entlassen. Bereits Mitte Dezember 2009 übernahm er den Trainerposten bei den Queens Park Rangers, verließ jedoch nach nur einem Monat und fünf Spielen seinen neuen Verein.
Im März 2010 übernahm Hart seinen bisher letzten Trainerposten bei Crystal Palace und schaffte mit seiner neuen Mannschaft am letzten Spieltag in der Football League Championship im direkten Duell bei Sheffield Wednesday mit einem 2:2 den Klassenerhalt. Paul Hart verließ anschließend den Verein.